# Franse Revolutie van A tot Z
Franse Revolutie

## A
Assignaat -
Amerikaanse Onafhankelijkheidsverklaring -
Ancien régime

## B
Gracchus Babeuf - 
Charles Barbaroux -
Paul Barras -
Bastille Saint-Antoine -
Bataafs Legioen -
Bataafse Republiek -
Joséphine de Beauharnais -
Beleg van Breda (1793) -
Beleg van 's-Hertogenbosch (1794) -
Beleg van Luxemburg (1794-1795) -
Beleg van Maastricht (1793) -
Beleg van Maastricht (1794) -
Beleg van Mainz (1793) -
Beleg van Nijmegen (1794) -
Beleg van Toulon -
Beleg van Valencijn (1793) -
Beloken tijd -
Jean-Baptiste Jules Bernadotte -
Bestorming van de Bastille -
Bourgeoisie -
Jacques Pierre Brissot -
Brumaire -
Edmund Burke - François Buzot

## C
Cahier de doléances - Lazare Carnot -
Champ-de-Mars -
Pierre Choderlos de Laclos - Étienne Clavière -
Comité de salut public (Frankrijk) -
Commune van Parijs (1792) -
Conciergerie - 
Charlotte Corday d'Armont -
Cordeliers (Franse Revolutie) - 
Nicolas de Condorcet -
Sophie de Condorcet

## D
Herman Willem Daendels -
Jacques-Louis David -
Georges Danton -
Charles Delacroix -
Derde stand -
Camille Desmoulins -
Directoire -
Charles-François Dumouriez

## E
Eed van haat -
Eed op de Kaatsbaan -
Eerste Coalitieoorlog

## F
Charles James Fox - Franse republikeinse kalender -
Franse Revolutie -
Franse veldtocht in de Nederlanden

## G
Girondijnen -
Olympe de Gouges -
Henri Grégoire -
Guillotine

## H
Jacques-René Hébert -

## J
Jakobijnen -
Jean-Baptiste Jourdan

## K
Karel XIV Johan van Zweden -
François Christophe Kellermann -
Louise de Kéralio -
Jean-Baptiste Kléber

## L
Claire Lacombe - Gilbert du Motier (La Fayette) -
Charles-François Lebrun -
Lijst van politieke groepen in de Franse Revolutie -
Lodewijk XVI -
Lodewijk XVII -
Toussaint Louverture -
Nicolas Luckner

## M
Jean-Paul Marat -
Marie Antoinette -
Auguste de Marmont -
Marseillaise -
Sébastien Mercier -
Metriek stelsel -
Honoré-Gabriel Riqueti, comte de Mirabeau -
Francisco de Miranda -
Montagnards (Frankrijk) -
Charles Montesquieu -
Jean Victor Marie Moreau -
Gilbert du Motier -
Joachim Murat -
Museum van de Franse Revolutie

## N
Napoleon Bonaparte -
Napoleontische oorlogen -
Napoleontische tijd -
Nationale Conventie -
Nationale Garde (Frankrijk) -
Nationale Grondwetgevende Vergadering -
Nationale Vergadering (Frankrijk) -
Jacques Necker

## O
Opstand in de Vendée -
Opstand van 13 Vendémiaire -
Louis-Philippe d'Orléans -
Overgave van de Nederlandse vloot aan de Franse cavalerie

## P
Thomas Paine - 
Etta Palm -
Parijse Commune van 1792 -
Pascal Paoli -
Jean-Charles Pichegru -
Place de l'Hôtel-de-Ville -
Place de la République -
Prairial

## Q
Quatorze Juillet

## R
Jean-Baptiste Réveillon - 
Revolutionair tribunaal  -
François Robert -
Maximilien Robespierre -
Jean-Baptiste Donatien de Vimeur (Rochambeau) - 
Jean-Marie Roland de la Platière - 
Madame Roland

## S-
Marquis de Sade -
Louis Antoine Simon de Saint-Just -
Sans-culottes -
Emmanuel-Joseph Sieyès -
Slag bij de brug van Arcole -
Slag bij Fleurus (1794) -
Slag bij Hondschote -
Slag bij Jemappes -
Slag bij Marquain -
Slag bij Neerwinden (1793) -
Slag bij Rivoli -
Slag bij Sprimont -
Slag bij Tourcoing -
Slag bij Valmy -
Slag bij Wattignies -
Société des amis des Noirs - Société des Citoyennes Républicaines Révolutionnaires-
Staatsgreep van 18 Brumaire -
Madame de Staël - 
Staten Generaal (Frankrijk)

## T
Charles-Maurice de Talleyrand -
Terreur (Franse Revolutie) -
Thermidoriaanse Reactie -
Tricoteuses - 
Marie Tussaud -
Tweede Coalitieoorlog

## V
Varennes-en-Argonne -
Veldslag bij Hooglede -
Verklaring van de rechten van de mens en de burger -
Verklaring van Pillnitz -
Verlichting (stroming) -
Jean-Baptiste Donatien de Vimeur - 
Vlucht naar Varennes -
Vrede van Campo Formio -
Vrede van Leoben -
Vrijheid, gelijkheid en broederschap

## W
Wetgevende vergadering - 
Stadhouder Willem V

## Z
Zeeslag bij Camperduin -
Zeeslag bij Kaap Sint-Vincent (1797)